# Charlie Hoefer
Adolph Charles Hoefer, detto Charlie (Francoforte sul Meno, 16 settembre 1921 – 12 giugno 1983), è stato un cestista tedesco con cittadinanza statunitense, professionista nella ABL e nella BAA.